# Отто Леві
О́тто Леві (нім. Otto Loewi, 3 червня, 1873, Франкфурт, Німеччина — 25 грудня, 1961, Нью-Йорк) — австрійсько — німецько — американський фармаколог, лауреат Нобелівської премії з фізіології або медицини 1936 року (спільно з сером Генрі Дейлом) «за відкриття, пов'язані з хімічною передачею нервових імпульсів».
Відомий як «батько нейробіології», вперше виявив і з'ясував функції ацетилхоліну.

## Біографія
Після аншлюсу Австрії нацистською Німеччиною 11 березня 1939 року був разом із синами заарештований. Нацисти змусили його «добровільно» віддати всі гроші та іншу власність, і тільки тоді вони відпустили дітей і його самого. Емігрував до США у 1940.